# Georgij Tyimofejevics Beregovoj
Georgij Tyimofejevics Beregovoj (oroszul: Георгий Тимофеевич Береговой) (Ukrajna, Fedorivka, 1921. április 15. – Moszkva, 1995. június 30.) szovjet űrhajós, tábornok, a fizikai tudományok kandidátusa.

## Életpálya
1941-ben végzett a katonai főiskolán, majd csapatrepülőként végigharcolta a Nagy Honvédő Háborút. Részt vett a magyarországi felszabadító hadműveletekben. Az 5. légi hadsereg kötelékében egy IL–2-es csatarepülő századot vezetett. 185 harci bevetésen vett részt. 1948 és 1964 között berepülőpilótaként közel hatvan repülőtípust tesztelt. 1956-ban diplomázott a repülőmérnöki akadémián. 1964. január 25-től kapott űrhajóskiképzést. 
3 napot, 22 órát és 50 percet töltött a világűrben. Űrhajós pályafutását 1982. február 25-én fejezte be.

## Űrrepülés
- 1968-ban a Szojuz–3 parancsnoka volt.

## Tartalékok
- Vladimir Shatalov első parancsnok pilóta
- Borisz Volinov második parancsnok pilóta

## Kitüntetései
Kétszer kapta meg a Szovjetunió Hőse kitüntetést, és kétszer kapta meg a Lenin-rendet. Több magas állami kitüntetés tulajdonosa. A Jurij Gagarin Űrhajós Kiképző Központ parancsnoka, a Szovjetunió Legfelső Tanácsának tagja, a Szovjet-Magyar Baráti Társaság alelnöke volt. A Nemzetközi Repülésügyi Szövetség (FAI) 62. ülésén Helsinkiben Urho Kekkonen finn elnök Jurij Gagarin Aranyéremmel tüntette ki. Moszkvában szobrot emeltek tiszteletére.

## Kötete magyarul
- Egy űrhajós feljegyzései; ford. Székely Sándor; Kozmosz, Bp., 1973